# 祝公道
祝公道（?—?），一说即郭援謀士祝奥，河南人，漢末三国时期游侠，在《魏略》和孫賓碩、楊豐、鮑出一同列傳。

## 生平
建安七年（202年），袁尚属下郭援攻打贾逵所守的河东，召呼廚泉单于并军急攻。俘虏贾逵，囚於壶关，封闭在土窖中，用车轮盖上，派人固守。将要杀他时，贾逵从窖中对看守说：“此间没有健儿吗，而让义士死在这里？”当时祝公道，不是贾逵的故人，听见他的话，可怜他在危险中守正不屈，于是趁夜把他救出，折械遣去，不说姓名。
绛邑被围时，贾逵知道无法抵抗，于是命人送印绶到郡，而且建议要快驻兵皮氏这个重地。绛邑被攻下后郭援果然打算攻皮氏，贾逵怕郭援会快郡一步攻下皮氏，于是出计使郭援谋士祝奥怀疑，令郭援多留七日，皮氏亦准备好防守，最终都没有被攻下，在郭援被擊敗後，賈逵才知道救出自己的人就是祝公道。
但公道之後因為某些事情被連坐，賈逵盡力為他說情，還是不行，公道伏法而死，因此賈逵為其守喪。

## 祝公道與祝奧
- 祝奧即祝公道

《四庫全書》《閻温傳注》：「嬰按魏畧祝公道在郭援軍引出賈逵，而魏志雲郭援謀人祝奧，公道蓋奧字。猶孫嵩字賓碩，魏畧只記賓碩，而不雲名嵩也。」
祝公道事蹟出自裴松之注《三國志》引魚豢所撰的《魏略・勇俠傳》；郭援謀人祝奧事蹟則是出自陳壽《三國志・賈逵傳》，兩位作者對祝公道及祝奧所記載的事蹟並不相同，很難單以二人同姓而斷言是同一人。因此《四庫全書》以《魏略》載孫賓碩名嵩，文中記賓碩而不云嵩的寫法，從而斷言公道是祝奧的字是稍欠說服力，也不能證明祝公道與祝奧是同一人。從二人身份地位與結局分析，祝公道就是祝奧的可能性也相對較低。
- 祝公道非祝奧

從二人身份分析，祝奧是郭援的謀人，從賈逵用計迷惑祝奧而成功拖住郭援大軍的情況，可見祝奧在郭援軍中有著舉足輕重的地位。
再看之前郭援想殺賈逵一事，當時因為絳人阻止，郭援怕失了民心才沒下手。但郭援忌憚賈逵，因此把他關起來，而負責看守的人必須是郭援最信任之人。祝公道應是謀士祝奧手下，甚至是祝氏族人。
另一原因是祝公道的結局。祝公道後來因連坐而將被斬首，賈逵用了很多法子卻不能把他救出，最後只能在他死後親自為他服喪。
假若祝公道就是郭援謀主祝奧，以其罪應立即被誅殺，而不是因他事而連坐。或許是祝奧之罪牽連祝氏一族，祝公道受連坐而被斬首。